# Ладур, Михаил Филиппович
Михаил Филиппович Ладур (18 сентября 1903, с. Василевка, (ныне Диканьский район Полтавской области Украины) — 18 февраля 1976, Москва) — русский и советский деятель культуры, художник театра, график, редактор, критик искусства. Заслуженный деятель искусств РСФСР (с 1956). Народный художник РСФСР (с 1964).

## Биография
По семейным преданиям, при отступлении наполеоновских войск из России в 1812 году некий французский офицер из-за ранения был вынужден остаться в Малороссии в доме местного помещика. Он женился на дочери хозяина. Фамилия офицера была Ла Тур и был он с юга Франции, и, возможно, в родстве с семьей известных французских художников XVI—XVIII веков Ла Туров. Со временем француз обрусел, как и его фамилия.
В 1930 году окончил Одесский художественный институт. Работал художником театра в Харькове (1931—1933).
В 1933 году переехал в Москву, сумел заинтересовать своими работами директора ЦПКиО имени Горького, Бетти Глан. Стал главным консультантом столичного горкома партии по наглядной агитации, главным художником Москвы. В течение 25 лет руководил праздничным оформлением города, оформлял физкультурные парады (в 1938—1940, 1945—1949), выставки, международные фестивали молодёжи, павильон «Украина» на ВДНХ СССР (1950—1953) в духе идеологических требований того времени. Был главным художником павильона ВДНХ СССР «Сибирь», за оформление которого в 1939 г. награждён орденом «Знак Почёта».
Существенно повлиял на художественную жизнь страны, особенно в роли организатора и главного редактора журнала «Декоративное искусство СССР», а также дизайнера массовых действ.
В 1957—1974 гг. — главный редактор журнала «Декоративное искусство СССР» (Москва), в котором помещал статьи про украинское народное и декоративное искусство в рубрике «Заметки художника» (издано отдельной книгой «Искусство для миллионов: Заметки художника», Москва, 1983).

## Личная жизнь
Жена — художник Антонина Казимировна Ладур (1908—1986), сын — художник Анатолий Михайлович Ладур (род. 1936 г.), внучка — художник Дарья Анатольевна Ладур (род. 1965 г.).